# Världsmästerskapen i mountainbikeorientering 2013
Världsmästerskapen i mountainbikeorientering 2013 avgjordes i Rakvere i Estland den 26-31 augusti 2012. 

## Medaljörer

### Herrar

#### Sprint[1]
1. Tõnis Erm,  Estland, 19.24
2. Lauri Malsroos,  Estland, 19.45
3. Kryštof Bogar  Tjeckien, 20.17

#### Medeldistans[1]
1. Tõnis Erm,  Estland, 47.41
2. Anton Foliforov,  Ryssland, 47.46
3. Samuli Saarela,  Finland, 47.59

#### Långdistans[1]
1. Kryštof Bogar,  Tjeckien, 1:55.24
2. Samuli Saarela,  Finland, 1:58.30
3. Anton Foliforov  Ryssland, 1:59.20

#### Stafett[1]
1. Tjeckien (František Bogar, Jan Svoboda, Kryštof Bogar), 2:21.14
2. Finland (Pekka Niemi, Samuli Saarela, Jussi Laurila), 2:22.45
3. Estland (Lauri Malsroos, Margus Hallik, Tõnis Erm), 2:23.09

### Damer

#### Sprint[1]
1. Cecilia Thomasson,  Sverige, 20.32
2. Eeva-Liisa Hakala,  Finland, 20.42
3. Tatiana Repina,  Ryssland, 20.58

#### Medeldistans[1]
1. Marika Hara,  Finland, 39.31
2. Emily Benham,  Storbritannien, 40.04
3. Susanna Laurila,  Finland, 41.29

#### Långdistans[1]
1. Marika Hara,  Finland, 1:42.41
2. Susanna Laurila,  Finland, 1:45.34
3. Cecilia Thomasson,  Sverige, 1:46.46

#### Stafett[1]
1. Finland (Ingrid Stengård, Susanna Laurila, Marika Hara), 2:12.17
2. Danmark (Ann-Dorthe Lisbygd, Nina Hoffmann, Camilla Søgaard), 2:15.16
3. Schweiz (Maja Rothweiler, Claudia Hünig, Ursina Jäggi), 2:18.06